# Odontocarya zuliana
Odontocarya zuliana är en tvåhjärtbladig växtart som beskrevs av Rupert Charles Barneby. Odontocarya zuliana ingår i släktet Odontocarya och familjen Menispermaceae. Inga underarter finns listade i Catalogue of Life.